# Pajsa

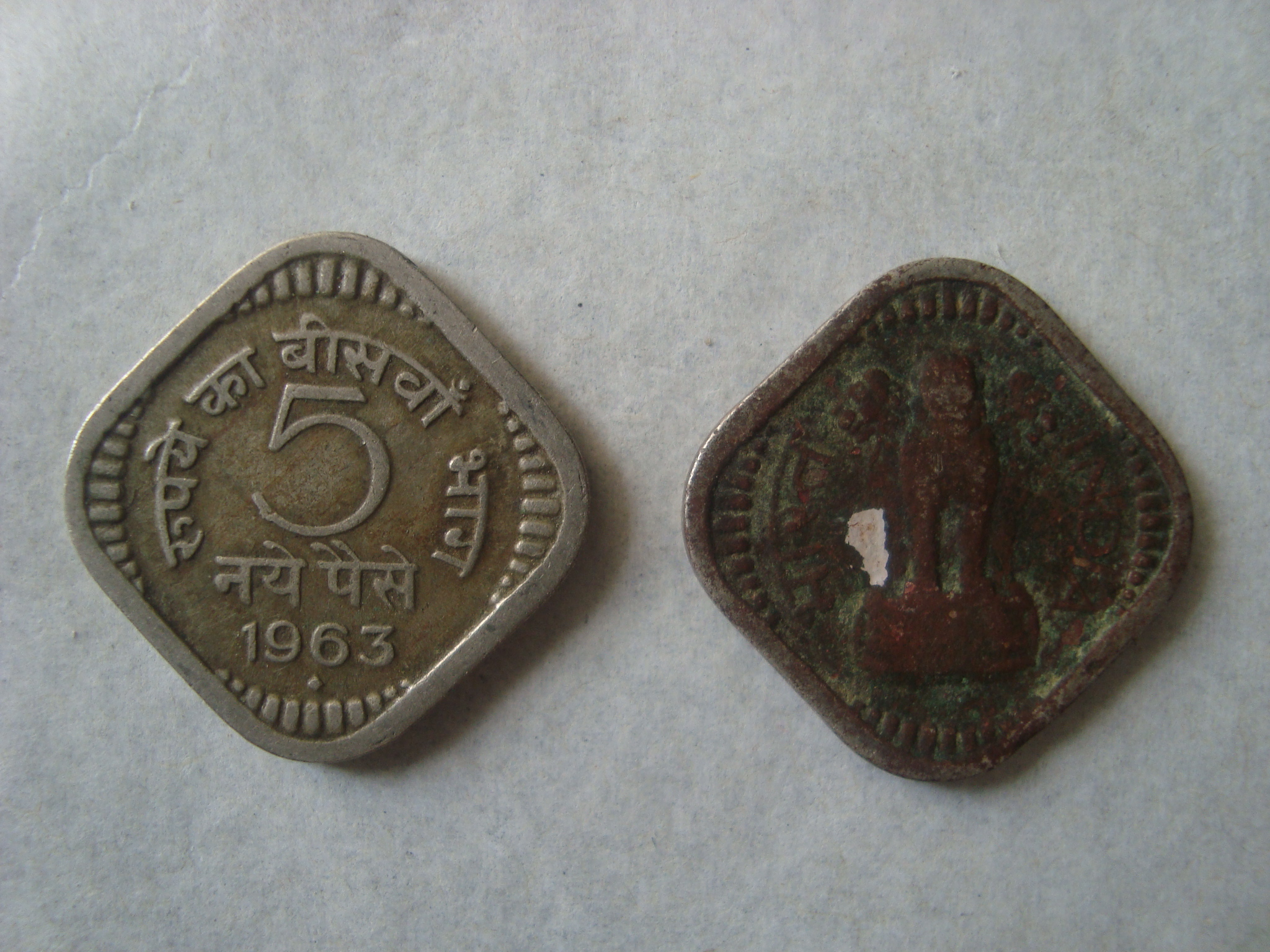
Indyjska pajsa z 1963

Pajsa (ang. paisa) – drobna moneta w Indiach, Nepalu i Pakistanie, stanowiąca 1/100 rupii. W języku hindi, Dari i innych językach, słowo paisa często oznacza pieniądze lub gotówkę. Średniowieczne szlaki handlowe, które obejmowały Morze Arabskie między Indiami, regiony arabskich i Afrykę Wschodnią wykorzystywały indyjską i arabską walutę na tych obszarach, gdzie słowo Pesa jako odniesienie do pieniędzy w językach Afryki wschodniej takich jak suahili pochodzi z tego okresu.